# Tigran Petrosian
Tigran Vartanovich Petrosian (tiếng Nga: Тигра́н Варта́нович Петрося́н; tiếng Armenia: Տիգրան Պետրոսյան; 17 tháng 6 năm 1929 – 13 tháng 8 năm 1984) là một Đại kiện tướng cờ vua người Armenia–Liên Xô và là nhà vô địch thế giới từ năm 1963 đến 1969. Ông có biệt danh là "Iron Tigran" (Tigran Sắt) do phong cách chơi phòng ngự chặt chẽ gần như không thể xuyên thủng của mình, chú trọng yếu tố an toàn trên tất cả.
Petrosian tám lần là ứng viên cho trận đấu tranh chức vô địch thế giới vào các năm 1953, 1956, 1959, 1962, 1971, 1974, 1977 và 1980. Ông đạt ngôi vị cao nhất vào năm 1963 (đánh bại Mikhail Botvinnik), và bảo vệ thành công danh hiệu trong năm 1966 (đánh bại Boris Spassky). Do đó ông là người bảo vệ và ứng viên cho chức vô địch trong giai đoạn 10 năm liên tiếp với chu kỳ ba năm một lần. Petrosian bốn lần lên ngôi cao nhất tại giải Vô địch Cờ vua Liên Xô (1959, 1961, 1969 và 1975).
Petrosian được biết đến rộng rãi với việc truyền bá, phổ biến môn cờ vua tại Armenia. Các tác giả của một cuốn sách xuất bản năm 2004 đã nhận định ông là kỳ thủ khó đánh bại nhất trong lịch sử cờ vua thế giới.

## Thuở thiếu thời
Petrosian sinh ngày 17 tháng 6 năm 1929 tại Tiflis, Cộng hòa Xã hội chủ nghĩa Xô viết Gruzia (nay là Gruzia) trong một gia đình gốc Armenia. Khi còn là một cậu bé, Petrosian ham học và học rất giỏi. Ông bắt đầu làm quen với cờ vua từ năm 8 tuổi, dù vậy cha ông, Vartan, vốn là người ít học nên đã động viên con trai mình tiếp tục học tập, bởi ông nghĩ rằng cờ vua sẽ khó có thể mang đến thành công cho Petrosian như một nghề nghiệp sau này. Trong Thế chiến thứ hai, Petrosian là một đứa trẻ mồ côi và ông đã buộc phải làm công việc quét dọn ngoài đường để kiếm sống. Đó là khoảng thời gian mà thính giác của ông bắt đầu kém đi, một vấn đề sẽ ảnh hưởng đến ông trong suốt quãng đời sau này. Trong một cuộc phỏng vấn với Tạp chí Time vào năm 1969, ông hồi tưởng:
| “ | Tôi bắt đầu quét dọn ngoài đường vào thời điểm giữa mùa đông và nó thật khủng khiếp. Tất nhiên không có máy móc rồi, nên chúng tôi phải làm mọi việc bằng tay. Một vài người đàn ông lớn tuổi đã giúp tôi. Tôi là một cậu bé yếu đuối. Và tôi thấy xấu hổ vì là một người quét dọn đường phố—điều đó bình thường mà, tôi cho là như vậy. Vào sáng sớm thì không tệ lắm khi mà các con đường còn trống vắng, nhưng khi nắng lên và đám đông xuất hiện thì tôi thực sự thấy ghét công việc này. Tôi đã bị bệnh và bỏ lỡ một năm học. Chúng tôi có một người bác, đó là chị của cha tôi, bác ấy thực sự đã cứu tôi. Bác cho tôi bánh mỳ khi tôi đói bụng và đau ốm. Đó là thời điểm mà thính giác của tôi bắt đầu có vấn đề. Tôi không nhớ mọi chuyện xảy ra như thế nào. Mọi thứ là không thật rõ ràng kể từ thời điểm đó. | ” |

Petrosian đã dùng những khẩu phần(được phân phát) của mình để mua cuốn sách Chess Praxis của đại kiện tướng người Đan Mạch Aron Nimzowitsch, sau này ông khẳng định đó là tác phẩm có ảnh hưởng lớn nhất đối với ông xét trong lĩnh vực cờ vua. Ông cũng mua cuốn The Art of Sacrifice in Chess của Rudolf Spielmann; và thêm một kỳ thủ khác có ảnh hưởng ban đầu lên Petrosian là José Raúl Capablanca. Năm 12 tuổi, ông bắt đầu được huấn luyện tại Tiflis Palace of Pioneers (địa điểm [cung điện] dành cho thiếu tiên tiền phong và học sinh ở Tiflis) dưới sự bảo trợ của Archil Ebralidze. Ebralidze là người ủng hộ Nimzowitsch và Capablanca, và phương pháp tiếp cận khoa học của ông không khuyến khích các chiến thuật tự do bừa bãi và những đòn phối hợp mơ hồ. Bởi vậy, Petrosian đi theo những dạng khai cuộc chắc chắn, như là Phòng thủ Caro–Kann. Chỉ sau một năm huấn luyện tại Palace of Pioneers, ông đã đánh bại đại kiện tướng Salo Flohr trong một cuộc đấu biểu diễn (Salo Flohr chơi cờ với nhiều người cùng lúc) khi ông này đến thăm khu huấn luyện.
Trong năm 1946 Petrosian đạt được danh hiệu Candidate Master (Kiện tướng Ứng viên). Cùng năm đó ông đã thủ hòa trước Đại kiện tướng Paul Keres tại Giải Vô địch Cờ vua Gruzia, tiếp đó ông tới Yerevan và giành chiến thắng tại Giải Vô địch Cờ vua Armenia và Giải Vô địch Cờ vua trẻ Liên Xô. Petrosian đạt danh hiệu Kiện tướng trong Giải Vô địch Cờ vua Liên Xô 1947 dù ông không đủ điều kiện tham dự vòng chung kết. Ông tự nâng cao trình độ bằng cách nghiên cứu cuốn sách My System của Nimzowitsch và bay tới Moscow để tìm kiếm sự cạnh tranh lớn hơn.

## Đại kiện tướng ở Moscow

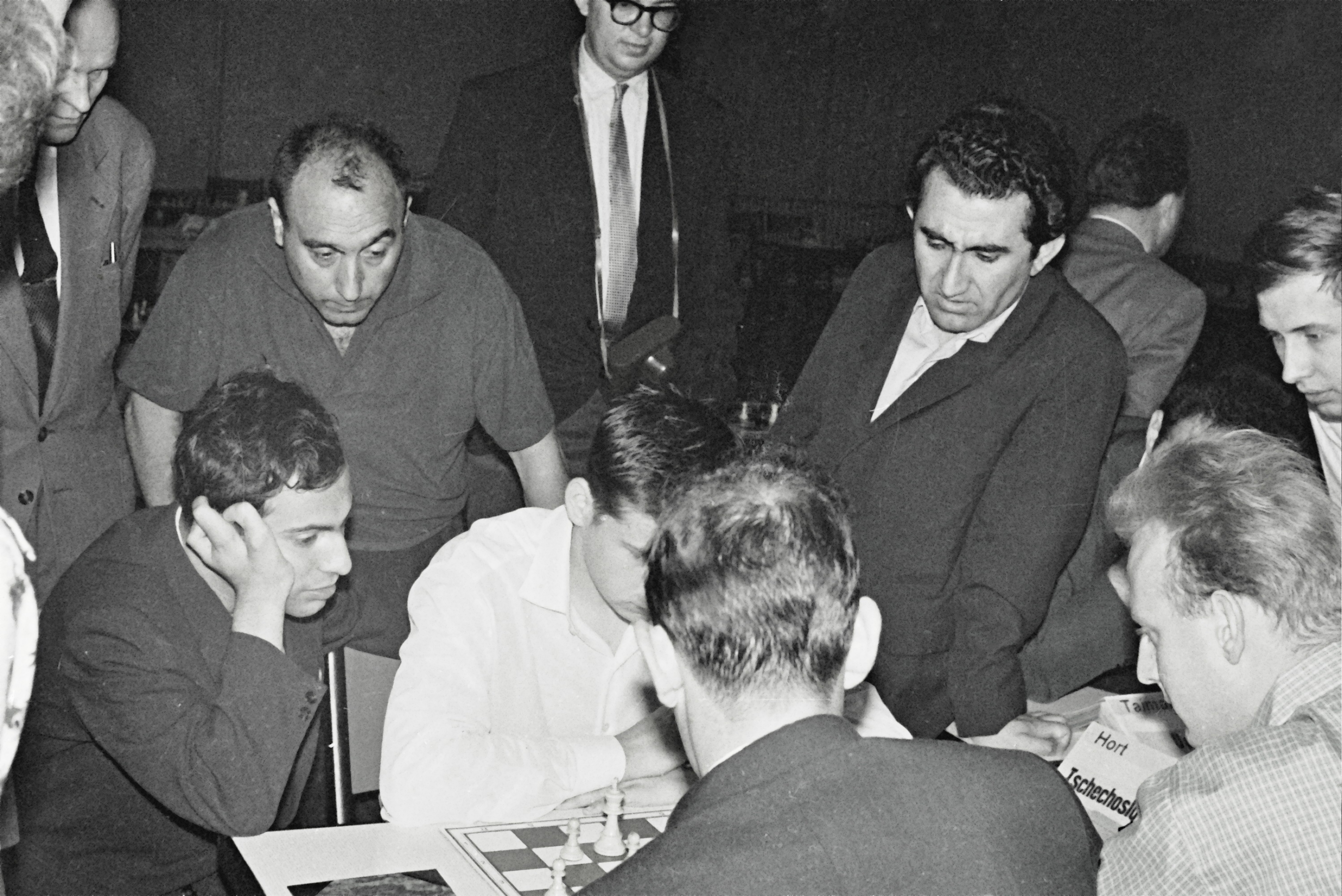
Petrosian (đứng bên phải, mặc áo vét) tại Giải Cờ vua Đồng đội Vô địch châu Âu 1961.

Sau khi chuyển đến Moscow vào năm 1949, sự nghiệp cờ vua của Petrosian thăng tiến nhanh chóng và kết quả ở những giải đấu trong nước của ông ngày một cải thiện. Việc giành ngôi á quân tại Giải Vô địch Cờ vua Liên Xô 1951 đã đem đến cho ông danh hiệu Kiện tướng quốc tế. Giải đấu này cũng là lần đầu tiên ông đối đầu với nhà vô địch thế giới Mikhail Botvinnik. Trong ván đấu với Botvinnik, Petrosian cầm quân Trắng, sau khi nhận lấy bất lợi nhỏ từ khai cuộc, ông đã phòng thủ trong tống cộng 11 giờ thi đấu không liên tục để có được một ván hòa. Kết quả giải đấu này giúp ông được quyền tham dự giải Interzonal tổ chức tại Stockholm vào năm sau. Tiếp đó, với việc giành ngôi á quân tại giải đấu ở Stockholm, ông đã có được danh hiệu Đại kiện tướng và đủ tư cách tham dự giải Candidates1953.
Petrosian xếp thứ năm tại giải Candidates 1953, một kết quả đánh đấu sự khởi đầu của một giai đoạn có đôi chút thụt lùi trong sự nghiệp của ông. Có vẻ như ông hài lòng với việc cầm hòa những đối thủ yếu và duy trì danh hiệu Đại kiện tướng hơn là tiếp tục cái thiện kỹ năng hay nỗ lực để trở thành nhà vô địch thế giới. Thái độ này được minh họa qua kết quả của giải vô địch Liên Xô 1955; trong tổng số 19 ván, Petrosian bất bại, nhưng chỉ thắng có bốn và còn lại là hòa, với mỗi ván hòa chỉ kết thúc trong vòng 20 nước đi hoặc ít hơn. Mặc dù cách chơi nhất quán của ông đã bảo đảm chất lượng cho giải, nhưng công chúng và giới truyền thông cờ vua Liên Xô cũng như những nhà chức trách xem đó là thái độ coi thường. Vào giai đoạn cuối của giải đấu, nhà báo Vasily Panov đã viết nhận xét sau đây về những ứng cử viên cho ngôi vô địch: "Đến vòng 15, những cơ hội chiến thắng thực sự nằm trong tay Botvinnik, Smyslov, Geller, Spassky và Taimanov. Tôi cố tình loại Petrosian ra khỏi nhóm này, bởi vì ngay từ những vòng đầu tiên đã xác nhận rõ ràng rằng anh ta đang chơi cho một mục tiêu dễ dàng hơn, nhưng cũng danh giá—một vị trí trong tốp 4 interzonal."
Giai đoạn tự mãn kết thúc với giải vô địch Liên Xô 1957, trong 21 ván, Petrosian thắng 7, thua 4, và hòa 10. Mặc dù kết quả này chỉ giúp Petrosian giành vị trí thứ 7 nhưng thái độ tiếp cận giải đấu tham vọng hơn của ông đã được cộng đồng cờ vua Liên Xô đánh giá cao. Ông tiến tới danh hiệu vô địch quốc gia đầu tiên vào năm 1959 (giải vô địch cờ vua Liên Xô 1959), và sau đó trong cùng năm ông đã đánh bại Paul Keres tại giải Candidates với một màn trình diễn những kỹ năng chiến thuật mà thường bị ông bỏ qua. Sang năm 1960 Petrosian được trao danh hiệu Kiện tướng Thể thao Liên xô và tiếp đó là danh hiệu vô địch giải cờ vua quốc gia thứ hai vào năm 1961. Petrosian tiếp tục duy trì phong độ tuyệt vời trong năm 1962, ông đã đủ tư cách tham dự giải Candidates năm đó—giải đấu sẽ đưa ông đến trận tranh chức vô địch thế giới đầu tiên.

## Nhà vô địch thế giới
Kết quả giải Interzonal năm 1962 tại Stockholm giúp Petrosian có đủ tư cách tham dự giải Candidates tổ chức tại Curaçao cùng với Pal Benko, Miroslav Filip, Bobby Fischer, Efim Geller, Paul Keres, Viktor Korchnoi, và Mikhail Tal. Petrosian, đại diện của Liên bang Xô viết, đã giành chiến thắng tại giải đấu với điểm số chung cuộc 17½, xếp sau lần lượt là hai người bạn đồng hương Geller và Keres với số điểm 17, vị trí thứ 4 thuộc về kỳ thủ người Mỹ Fischer với 14 điểm. Fischer sau đó cáo buộc những tay cờ Liên Xô đã sắp đặt các ván hòa và "đánh hội đồng", ngăn cản không cho ông giành vị trí đứng đầu. Ông đưa ra bằng chứng là trong tất cả 12 ván giữa Petrosian, Geller, và Keres, kết quả đều là hòa. Các nhà thống kê cũng chỉ ra rằng những ván đấu của các kỳ thủ Liên Xô chỉ diễn ra trong vòng trung bình là 19 nước đi, khác hẳn với con số 39,5 nước khi họ chơi với những đấu thủ khác. Dù cho phản ứng với những cáo buộc của Fischer là khác nhau, Liên đoàn Cờ vua Thế giới (FIDE) sau đó đã điều chỉnh các quy tắc và định dạng để nỗ lực ngăn chặn vấn nạn thông đồng trong tương lai tại các giải Candidates.
Với chiến thắng ở giải Candidates, Petrosian chính thức được quyền thách đấu người đang bảo vệ danh hiệu vô địch thế giới Mikhail Botvinnik trong một trận đấu chuẩn 24 ván. Bên cạnh việc rèn luyện kỹ năng cờ, Petrosian còn chuẩn bị cho trận đấu này bằng hoạt động trượt tuyết vài tiếng mỗi ngày. Ông tin rằng với một trận đấu kéo dài, thể chất tốt có thể sẽ là một nhân tố trong những ván đấu về sau. Lợi thế này càng lớn hơn khi mà Botvinnik nhiều tuổi hơn đáng kể so với Petrosian. Ở các giải đấu, một loạt các ván hòa có thể ngăn cản một kỳ thủ giành vị trí thứ nhất; nhưng với một trận đấu một-một, điều này không gây ảnh hưởng. Phong cách chơi thận trọng của Petrosian rất phù hợp với hình thức thi đấu kiểu này, ông chỉ cần đơn giản chờ đợi sai lầm từ phía đối thủ và tận dụng nó. Kết quả Petrosian giành chiến thắng với 5 ván thắng, 15 hòa và 2 thua, đoạt danh hiệu Vô địch Thế giới lần đầu tiên.

## Bảo vệ danh hiệu
Vào thời điểm trở thành nhà vô địch thế giới, Petrosian đã vận động cho việc xuất bản một tờ báo về cờ vua trên phạm vi toàn Liên Xô chứ không phải chỉ Moscow. Tờ báo này được biết đến với tên tạp chí cờ vua 64. Bên cạnh đó Petrosian còn tham gia nghiên cứu tại Đại học Quốc gia Yerevan; luận văn của ông công bố năm 1968 có tựa "Chess Logic, Some Problems of the Logic of Chess Thought".
Vào năm 1966, ba năm sau thời điểm Petrosian lên ngôi vô địch thế giới, ông phải đối đầu với kẻ thách thức Boris Spassky. Petrosian đã đánh bại Spassky qua đó bảo vệ thành công danh hiệu, thành tích tương tự mà lần gần nhất có một kỳ thủ làm được là vào năm 1934 khi Alexander Alekhine đánh bại Efim Bogoljubov. Tuy nhiên ba năm sau, Spassky lại có cơ hội thách thức Petrosian khi chiến thắng ở giải Candidates tiếp theo, và trong trận tranh chức vô địch thế giới năm 1969 diễn ra tại Moscow, Spassky đã chiến thắng với tỉ số 12½–10½, qua đó trở thành nhà vô địch thế giới mới.

## Sự nghiệp sau này

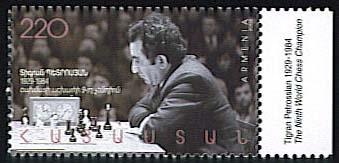
Để kỷ niệm sinh nhật lần thứ 75 của Petrosian, Cộng hòa Armenia đã phát hành con tem dram 220 này vào ngày 25 tháng 2 năm 2005.

Cùng với một số nhà vô địch cờ vua Liên Xô khác, Petrosian đã ký vào đơn xử phạt những hành động của kẻ ly khai Viktor Korchnoi trong năm 1976. Đó là sự tiếp nối của mối hận thù cay đắng giữa hai người, khởi nguồn ít nhất từ trận bán kết giải Candidates 1974, trận đấu mà Petrosian rút lui sau 5 ván đấu khi đang bị dẫn với tỉ số 3½–1½ (+3 −1 =1). Lần gặp lại nhau ba năm sau đã chứng kiến hai người đồng nghiệp từ chối bắt tay hay nói chuyện với nhau. Bọn họ thậm chí còn yêu cầu các cơ sở ăn uống và vệ sinh riêng biệt. Petrosian thất bại trước Korchnoi và sau đó ông đã bị sa thải khỏi công việc làm biên tập viên tạp chí cờ vua lớn nhất của Liên Xô, tạp chí 64. Những người chỉ trích lên án lối chơi phòng ngự của Petrosian và một số thì cho là ông thiếu sự can đảm. Tuy nhiên ở thời điểm đó, Botvinnik đã lên tiếng thay mặt Petrosian, nói rằng ông chỉ tấn công khi cảm thấy an toàn và sức mạnh lớn nhất của Petrosian nằm ở khả năng phòng thủ.
Trong giai đoạn cuối sự nghiệp, Petrosian đạt được một số thành công như vô địch giải Lone Pine 1976 và giải tưởng niệm Paul Keres 1979 tại Tallinn, cùng chia sẻ vị trí đứng đầu với Portisch và Hübner tại giải Interzonal Rio de Janeiro 1979, đạt vị trí thứ hai tại giải đấu ở Tilburg năm 1981, kém người đứng đầu Beliavsky nửa điểm. Đây cũng là giải đấu mà ông có được ván thắng nổi tiếng cuối cùng, một màn thoát hiểm kỳ diệu trước chàng trai trẻ Garry Kasparov.

## Qua đời và di sản

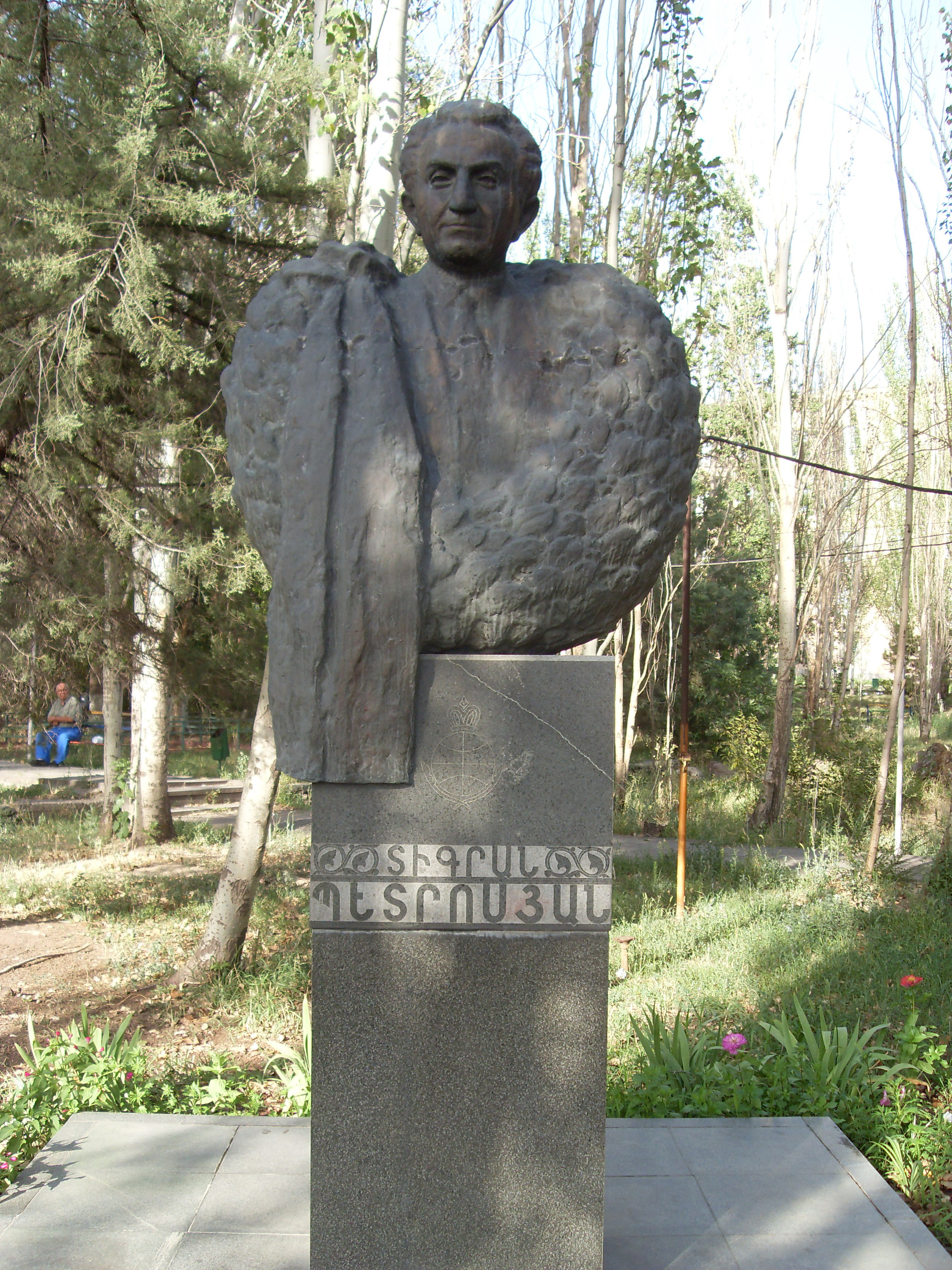
Tượng Petrosian gần Tòa nhà Cờ vua Yerevan, địa điểm Yerevan, Armenia.

Petrosian qua đời vào năm 1984 tại Moscow vì ung thư dạ dày, thi thể của ông được chôn cất tại Nghĩa trang Moscow Armenian. Năm 1987, nhà vô địch cờ vua thế giới Garry Kasparov đã cho ra mắt một đài tưởng niệm tại vị trí ngôi mộ của Petrosian, trên đó có một chiếc vòng nguyệt quế của nhà vô địch thế giới và hình ảnh một chiếc vương miện mặt trời tỏa sáng phía trên hai đỉnh của ngọn núi Ararat– biểu tượng quốc gia của Armenia. Vào ngày 7 tháng 7 năm 2006, một công trình tưởng niệm nhằm vinh danh Petrosian được mở cửa tại quận Davtashen, Yerevan, trên con phố cũng mang tên Petrosian.

## Các giải vô địch đồng đội và Olympiad
Petrosian không được lựa chọn vào đội tuyển Olympiad Liên Xô cho đến năm 1958, nhưng sau đó ông đã có 10 lần liên tiếp góp mặt từ năm 1958 đến 1978, với thành tích chín huy chương vàng và một huy chương bạc đồng đội cùng sáu huy chương vàng cá nhân. Tổng hợp màn trình diễn của Petrosian tại Olympiad là hết sức ấn tượng: +78 −1 =50 (thắng 78, hòa 50, và thua một ván duy nhất trước Robert Hübner trong tống số 129 ván). Với số điểm 103/129 tương đương tỉ lệ 79,8 %, ông là kỳ thủ có màn trình diễn xuất sắc thứ ba tại Olympiad sau Mikhail Tal và Anatoly Karpov.
Thành tích của Petrosian tại Olympiad:
- Munich 1958, bảng dự phòng 2, 10½/13 (+8 −0 =5), huy chương vàng đồng đội và cá nhân
- Leipzig 1960, bảng dự phòng 2, 12/13 (+11 −0 =2), huy chương vàng đồng đội và cá nhân
- Varna 1962, bảng 2, 10/12 (+8 −0 =4), huy chương vàng đồng đội và cá nhân
- Tel Aviv 1964, bảng 1, 9½/13 (+6 −0 =7), huy chương vàng đồng đội
- Havana 1966, bảng 1, 11½/13 (+10 −0 =3), huy chương vàng đồng đội và cá nhân
- Lugano 1968, bảng 1, 10½/12 (+9 −0 =3), huy chương vàng đồng đội và cá nhân
- Siegen 1970, bảng 2, 10/14 (+6 −0 =8), huy chương vàng đồng đội
- Skopje 1972, bảng 1, 10½/16 (+6 −1 =9), huy chương vàng đồng đội
- Nice 1974, bảng 4, 12½/14 (+11 −0 =3), huy chương vàng đồng đội và cá nhân
- Buenos Aires 1978, bảng 2, 6/9 (+3 −0 =6), huy chương bạc đồng đội

(chú thích: + thắng, − thua, = hòa; thắng được 1 điểm, hòa được 1/2 điểm, thua được 0 điểm)
Petrosian cũng là thành viên của đội tuyển cờ vua Liên Xô tham dự tám giải Vô địch Đồng đội châu Âu đầu tiên (từ 1957 đến 1983). Ông giành tám huy chương vàng đồng đội và bốn huy chương vàng cá nhân. Theo olimpbase.org, Petrosian thắng 15, hòa 37 và không thua ván nào. Cụ thể thành tích của ông tại giải này như sau:
- Vienna 1957, bảng 6, 4/5 (+3 −0 =2), huy chương vàng đồng đội và cá nhân
- Oberhausen 1961, bảng 4, 6/8 (+4 −0 =4), huy chương vàng đồng đội và cá nhân
- Hamburg 1965, bảng 1, 6/10 (+2 −0 =8), huy chương vàng đồng đội và cá nhân
- Kapfenberg 1970, bảng 1, 3½/6 (+1 −0 =5), huy chương vàng đồng đội
- Bath, Somerset 1973, bảng 2, 4½/7 (+2 −0 =5), huy chương vàng đồng đội và cá nhân
- Moscow 1977, bảng 2, 3½/6 (+1 −0 =5), huy chương vàng đồng đội
- Skara 1980, bảng 3, 2½/5 (+0 −0 =5), huy chương vàng đồng đội
- Plovdiv 1983, bảng 3, 3½/5 (+2 −0 =3), huy chương vàng đồng đội

## Vấn đề thính giác
Petrosian bị điếc một phần và phải đeo máy trợ thính trong khi thi đấu, điều này đôi khi dẫn tới những tình huống kỳ lạ. Có một lần ông đề nghị hòa với Svetozar Gligorić, ban đầu, Gligorić từ chối trong sự ngạc nhiên, nhưng sau đó thay đổi suy nghĩ trong một vài giây và đề nghị hòa lại với Petrosian. Tuy nhiên, Petrosian không phản ứng, thay vào đó tiếp tục chơi và cuối cùng thắng ván đấu. Hóa ra do là lúc Gligorić đề nghị hòa, Petrosian đã ngắt máy trợ thính nên không nghe thấy. Vào năm 1971, ông có trận đấu với Robert Hübner tại giải Candidates, địa điểm thi đấu là một khu vực ồn ào ở Seville. Điều đó không gây tác động tới Petrosian, nhưng đã ảnh hưởng đến Hübner nhiều tới mức khiến kỳ thủ này cuối cùng phải rút lui khỏi trận đấu.

## Những câu nói liên quan đến Petrosian
- "Trong những năm đó, giành chiến thắng tại giải Vô địch Liên Xô còn dễ hơn thắng một ván trước 'Iron Tigran'." – Lev Polugaevsky[28]
- "Lợi thế của Petrosian đó là đối thủ không bao giờ biết khi nào anh ta đột nhiên chơi như Mikhail Tal." – Boris Spassky[29]
- "Anh ta [Petrosian] có nhãn quan chiến thuật không thể tin nổi, và một khả năng phán đoán về mối nguy hiểm tuyệt vời... Bạn có suy nghĩ, tính toán giỏi đến đâu cũng thế thôi... Anh ấy sẽ 'ngửi' thấy bất kỳ mối nguy hiểm nào từ trước đó 20 nước!" – Bobby Fischer
- "Cờ vua là một trò chơi bởi hình thức của nó, là một nghệ thuật bởi bản chất của nó và một môn khoa học bởi sự khó khăn trong việc làm chủ được nó. Cờ vua có thể mang lại nhiều niềm vui như một cuốn sách hay hoặc một tác phẩm âm nhạc. Tuy nhiên, cần phải học để chơi tốt và chỉ sau đấy mới cảm nhận được niềm vui thực sự." – Tigran Petrosian
- "Tôi thực sự tin chắc rằng trong cờ vua– mặc dù nó chỉ là một trò chơi– không có gì là ngẫu nhiên cả. Và đó là cương lĩnh của tôi. Tôi chỉ thích những ván đấu mà tôi chơi phù hợp với những yêu cầu về vị trí... Tôi chỉ tin vào trò chơi đúng đắn và hợp lý." – Tigran Petrosian[30]